# Wendell Burton
Wendell Ray Brown (San Antonio, 21 luglio 1947 – Houston, 30 maggio 2017) è stato un attore e dirigente televisivo statunitense.
È noto principalmente per il ruolo di co-protagonista con Liza Minnelli nel film Pookie (1969).

## Filmografia

### Cinema
- Pookie (1969)
- In disgrazia alla fortuna e agli occhi degli uomini (1971)
- Black Jack (1986)